# Bawaka Mabele
Bawaka Mabele (nacido el 9 de junio de 1988, en Lubumbashi) es un futbolista congoleño que actualmente juega en el TP Mazembe.

## Selección nacional

### Participaciones con la selección
| Torneo                                  | Sede              | Resultado        |
| --------------------------------------- | ----------------- | ---------------- |
| Campeonato Africano de Naciones de 2009 | Costa de Marfil   | Campeón          |
| Campeonato Africano de Naciones de 2011 | Sudán             | Cuartos de final |
| Copa Africana de Naciones 2015          | Guinea Ecuatorial | Tercer lugar     |